# Dougie Freedman
Douglas „Dougie“ Freedman  (* 25. Mai 1974 in Glasgow) ist ein ehemaliger schottischer Fußballspieler und aktueller -trainer. Zwischen 2001 und 2002 bestritt er zwei Länderspiele (ein Treffer) für die schottische Nationalmannschaft.

## Spielerkarriere

### FC Barnet und Crystal Palace
Nachdem Freedman bei den Queens Park Rangers keine Einsatzzeiten in der ersten Mannschaft erhalten hatte, wechselte er 1994 zum englischen Viertligisten FC Barnet. In Barnet profilierte er sich schnell als treffsicherer Angreifer und erzielte bis zum Saisonende 24 Ligatore. Am 8. September 1995 verpflichtete ihn der Zweitligist Crystal Palace. Auch zwei Spielklassen höher konnte der 21-jährige Freedman (20 Ligatore) seine Treffsicherheit und Beweis stellen und zog mit Palace als Tabellendritter in die Play-offs der Football League First Division 1995/96 ein. Im Finale unterlag der Verein jedoch Leicester City mit 1:2 und verpasste damit den Aufstieg in die Premier League. In der Folgesaison erreichte Freedman (elf Ligatreffer) mit seiner Mannschaft durch ein 1:0 im Play-off-Finale über Sheffield United den Aufstieg in die höchste Spielklasse. Nachdem er in der Hinrunde der Premier League 1997/98 nicht wie erhofft zur Geltung gekommen war, wechselte er am 17. Oktober 1997 auf Leihbasis zum Zweitligisten Wolverhampton Wanderers.

### Wolverhampton Wanderers und Nottingham Forest
Nach zwei Treffern in den ersten zwei Spielen verpflichteten ihn die Wolves bereits am 21. Oktober 1997 auf fester Vertragsbasis. Freedman erzielte bis zum Saisonende 1997/98 weitere neun Ligatreffer, verpasste jedoch als Tabellenneunter den Aufstieg in die erste Liga und schloss sich daher dem Zweitligameister Nottingham Forest an.
Der Aufsteiger konnte in der Premier League 1998/99 jedoch nur selten an die guten Leistungen aus der Aufstiegssaison anknüpfen und stieg als Tabellenletzter in die zweite Liga ab. Dougie Freedman erzielte in seiner ersten vollständigen Saison in der ersten Liga neun Treffer. Unter dem neuen Trainer David Platt verpasste Forest 1999/2000 deutlich den Wiederaufstieg. Auch Freedman kam mit erneut neun Ligatreffern nicht wie erhofft zur Geltung.

### Crystal Palace und Southend United
Im Oktober 2000 kehrte Freedman nach drei Jahren zu Crystal Palace zurück. Mit seiner Mannschaft aus dem Londoner Stadtbezirk Croydon erreichte er nach vier Jahren den Aufstieg in die Premier League. Palace war als Tabellensechster in die Play-offs der Football League First Division 2003/04 eingezogen und hatte sich nach einem Erstrundenerfolg über den AFC Sunderland im Finale mit 1:0 gegen West Ham United durchgesetzt. Wie schon mit Nottingham Forest beschränkte sich der Aufenthalt in der Premier League 2004/05 auf ein Jahr. Freedman erzielte derweil lediglich einen Treffer in zwanzig Ligaspielen. In den drei anschließenden Spielzeiten in der neu gegründeten Football League Championship konnte er nicht zu seiner alten Treffsicherheit zurückfinden. Im März 2008 wechselte er auf Leihbasis bis zum Saisonende zum Drittligisten Leeds United.
Am 2. September 2008 unterschrieb er einen Vertrag bei Southend United in der drittklassigen Football League One. Nach eineinhalb Jahren in Southend-on-Sea löste Freedman seinen Vertrag im März 2010 vorzeitig auf und beendete seine Spielerkarriere.

## Trainerkarriere

### Crystal Palace
Im März 2010 übernahm Freedman den Posten des Co-Trainers bei Crystal Palace. Nach der Entlassung von Trainer Paul Hart am Saisonende 2009/10 behielt er diese Position auch unter dem neuen Trainer George Burley. Nach der Entlassung von Burley am 1. Januar 2011 übernahm Dougie Freedman zunächst interimsweise den Cheftrainerposten beim Tabellenvorletzten. Am 11. Januar 2011 wurde er offiziell als neuer Trainer vorgestellt. Im Verlauf der Football League Championship 2010/11 sicherte er sich mit seiner Mannschaft knapp den Klassenerhalt. Nachdem er sein Team in der Saison 2011/12 im unteren Tabellenmittelfeld etabliert hatte, führte er Palace in der Hinrunde der Football League Championship 2012/13 auf einen Aufstiegsplatz.

### Bolton Wanderers
Trotz dieses Erfolges entschied sich Dougie Freedman am 25. Oktober 2012 zu einem Wechsel zu den Bolton Wanderers. Der Premier-League-Absteiger hatte sich am 9. Oktober 2012 von seinem Trainer Owen Coyle getrennt, da die Mannschaft unter ihm deutlich hinter den Erwartungen zurückgeblieben war. Die Football League Championship 2012/13 beendete der neue Trainer mit seinem Team auf dem siebenten Tabellenplatz und verpasste damit lediglich aufgrund der schlechteren Tordifferenz gegenüber Leicester City den Einzug in die Play-offs. Aufgrund der guten Leistungen seiner Mannschaft in der Endphase der Saison wurde Freedman im April 2013 zum Trainer des Monats der zweiten Liga gewählt. In der anschließenden Saison blieben die Aufstiegsplätze unerreichbar und der Verein beendete die Saison lediglich im Tabellenmittelfeld. Ein Fehlstart in die Saison 2014/15 und der Absturz auf einen Abstiegsplatz führte im Oktober 2014 zur Trennung im gegenseitigen Einvernehmen.

### Nottingham Forest
Am 1. Februar 2015 gab der Zweitligist Nottingham Forest die Verpflichtung von Freedman als Nachfolger des nur wenige Stunden zuvor entlassenen Stuart Pearce bekannt.